# Super J
Super J est une revue de petit format de l'éditeur Jeunesse et Vacances qui a connu 36 numéros, de mars 1969 à septembre 1972 (plus neuf recueils de quatre numéros chacun). BD de SF avec comme héros principal Junior dont on a pu lire la première aventure dans Zoom N°19. Cette revue est ensuite remplacée par Super J.

## Le personnage éponyme
Super Junior est un adolescent super-héros, qui n'est pas masqué et qui a un costume jaune avec une cape. Il a une super-force et peut voler. Le scénariste et le dessinateur semble s'être inspiré de Superman.

## Exemple d'histoire (le dernier épisode paru)
Super Junior combat les raknoïdes, des extra-terrestres qui respirent dans l'eau ; ils ont feint d'être vaincu par les humains pour mieux les envahir. Les extra-terrestres réussissent à capturer Super-J et ses amis, mais un colonel de l'armée de l'air américaine s'était infiltré chez les extra-terrestres pour venger son fils, Il se fait prendre et tuer, mais auparavant, il avait permis à Super-J et ses amis de ne pas rester entre les mains de leurs ennemis.

## Les Séries
- B.B. Vitamine (Jean Ache)
- Cactus (Alberico Motta)
- Grand Prix
- Je veux être infirmière
- Junior (Luigi Grecchi & Loredano Ugolini, F. Corbella)
- Lastuce et Crémolait (Jean Ache)
- Rocky Rider (Luigi Grecchi puis Marco Baratelli & Mario Uggeri)